# 山內重保
山內重保（日语：／ Yamauchi Shigeyasu，1953年4月10日—），日本男性動畫演出家、動畫導演。出身於北海道函館市。曾在葦Production、東映動畫工作過，目前是自由工作者。

## 參加作品

### 電視動畫
1977年
- 超合體魔術機器人 銀凱薩（製作進行）

1978年
- 銀河鐵道999（製作進行）
- 宇宙魔神大劍豪（演出）

1980年
- 宇宙大帝西格瑪神（演出）

1982年
- 機甲艦隊達萊卡XV（—1983年，分鏡、演出）

1983年
- 光速電神阿爾貝加斯（—1984年，分鏡、演出）
- 銀河疾風流離我（—1984年，演出）

1984年
- 雷射戰士雷薩里昂（—1985年，演出）

1985年
- 金比羅小子（日语：コンポラキッド）（演出[1]）

1986年
- 相聚一刻（分鏡）
- 聖鬥士星矢（—1989年，分鏡、演出）

1989年
- 惡魔君（—1990年，演出）
- 亂馬½ (1989年版)（分鏡、演出）

1990年
- 勇者鬥惡龍（分鏡）
- 神通小精靈（—1992年，系列導演）
- 七龍珠Z（—1996年，演出）

1991年
- 金肉人 金肉星王位爭奪篇（分鏡）

1994年
- DNA²（分鏡）

1996年
- 七龍珠GT（分鏡、演出）
- 靈異教師神眉 (1996年版)（—1997年，演出）
- 花樣男子（—1997年，系列導演）

1997年
- 夢之蠟筆王國（—1999年，演出）
- 新怪博士與機器娃娃（—1999年，系列導演）

1998年
- 機動神腦（分鏡）
- 烈火之炎（分鏡）

1999年
- 星際牛仔（分鏡）
- ONE PIECE（1999年—，演出）
- 小魔女DoReMi（—2000年，演出）

2000年
- 小魔女DoReMi ♯（—2001年，系列導演[注 1]）

2001年
- 大～集合！小魔女DoReMi（—2002年，演出）
- PROJECT ARMS（—2002年，分鏡）

2002年
- 小魔女DoReMi 大合奏！（—2003年，演出）
- Kanon (第1作)（演出）

2003年
- 妮嘉尋親記（—2004年，演出）

2004年
- 光之美少女（—2005年，演出）
- 冒險王比特（—2005年，演出）

2005年
- 異域傳說 THE ANIMATION（監修）
- 甲蟲王者 森林居民的傳說（—2006年，導演）

2006年
- 血戰（分鏡、演出）

2007年
- 戀愛天使安琪莉可 ～光輝的明天～（分鏡、演出）
- 史上最強弟子兼一（分鏡、演出）

2008年
- 再造人卡辛 Sins（日语：キャシャーン Sins）（導演）

2009年
- 科學超電磁砲（分鏡、演出）

2010年
- 戰鬥司書 The Book of Bantorra（分鏡、演出）

2011年
- 食夢者瑪莉（導演[2]、分鏡、演出）
- 魔乳秘劍帖（OP分鏡&演出）
- 偶像大師（分鏡、演出）
- 轉吧！企鵝罐（分鏡、演出）

2012年
- 花牌情緣（分鏡）
- 謎樣女友X（分鏡、演出）
- 來自新世界（分鏡、演出）

2013年
- 翠星上的加爾岡緹亞（分鏡、演出）
- 小鎮有你（導演）

2014年
- 劍靈 Blade & Soul（分鏡、演出）
- Happiness Charge 光之美少女！（分鏡、演出）
- 大圖書館的牧羊人（分鏡、演出）

2016年
- 漂流武士（分鏡）

2017年
- 銀之守墓人（分鏡）

2018年
- 妖怪旅館營業中（OP導演）
- 三次元女友（分鏡）

2021年
- 演劇偶像（分鏡、演出）

2024年
- 最弱魔物使開始了撿垃圾之旅。（總導演）
- 戰國妖狐 千魔混沌篇（分鏡、演出）

### 電影動畫
1986年
- 變形金剛 The Movie（演出助手）

1988年
- 聖鬥士星矢：眾神的激戰（導演）
- 聖鬥士星矢：真紅的少年傳說（導演）

1991年
- 劇場版 神通小精靈（日语：まじかる☆タルるートくん (1991年の映画)）（導演）

1993年
- 七龍珠Z：燃燒!! 熱戰、烈戰、超激戰（日语：ドラゴンボールZ 燃えつきろ!!熱戦・烈戦・超激戦）（導演）
- 七龍珠Z：銀河面臨危機!! 身手不凡的高手（監修）

1994年
- 七龍珠Z：兩人面臨危機！超戰士難以成眠（日语：ドラゴンボールZ 危険なふたり!超戦士はねむれない）（導演）
- 哭泣殺神 完結篇 無明流射（導演）
- 七龍珠Z：擊敗超戰士!!勝利是屬於我的（日语：ドラゴンボールZ 超戦士撃破!!勝つのはオレだ）（監修）

1995年
- 七龍珠Z：復活的融合!! 悟空和達爾（導演）
- 七龍珠Z：龍拳爆發!! 悟空捨我其誰（日语：ドラゴンボールZ 龍拳爆発!!悟空がやらねば誰がやる）（監修）

1996年
- 七龍珠：最強之道（導演）

1997年
- 劇場版 花樣男子（導演）

1999年
- 新怪博士與機器娃娃：阿拉蕾的終極一擊（導演）

2000年
- 數碼寶貝大冒險02 前篇：暴龍旋風登陸 危機再現!!／後篇：超絕進化!! 黃金裝甲最強之力！（導演）

2001年
- 大～集合！小魔女DoReMi：青蛙石的秘密（導演）

2004年
- 聖鬥士星矢 天界篇 序奏 ～overture～（導演）

### OVA
1991年
- 哭泣殺神4 雄首冬獄（導演）
- INFERIUS惑星戰史外傳 CONDITION GREEN（日语：インフェリウス惑星戦史外伝 CONDITION GREEN）（總導演、分鏡、演出）
- 白龍傳說（日语：ドラゴンフィスト）（導演）

1992年
- 哭泣殺神5 戰場的鬼子母神（導演）

1993年
- 七龍珠Z外傳 賽亞人滅絕計畫（導演）

1997年
- 鋼鐵神兵NEO（分鏡）

2000年
- 快打旋風ZERO -THE ANIMATION-（導演）

2003年
- 聖鬥士星矢 冥王黑帝斯十二宮篇（日语：聖闘士星矢 冥王ハーデス編）（系列導演）

2004年
- 小魔女DoReMi 童年秘密篇（演出）
- 戰鬥妖精雪風（分鏡）

2010年
- 今天開始談戀愛（導演）

2021年
- Alice in Deadly School（導演）

### 網路動畫
- 美少女戰士Crystal（2014年，分鏡）

### 遊戲
- Chantze's Stone（1985年，導演）[注 2]

### 其它
- 廣播劇CD 數碼寶貝大冒險02 夏日之扉（2001年，演出）

## 腳註

## 相關項目
- 日本動畫師列表（日语：アニメ関係者一覧）